# تاریخ ایرلند (۸۰۰–۱۱۶۹)
در فاصله قرن نهم تا دوازدهم میلادی ایرلند همانند بسیاری از مناطق اروپای غربی، شاهد حملات اقوام نورس اسکاندیناویایی‌تبار بود. در این دوره مهاجمان وایکینگ در سواحل ایرلند سکونتگاه‌ها و شهرک‌هایی تأسیس کردند که بعدها این مهاجرنشین‌ها به مهم‌ترین شهرهای ایرلند امروزی مثل دوبلین، وکسفورد، واترفورد، کورک و لیمرک تبدیل شدند.

## نخستین وایکینگ‌ها

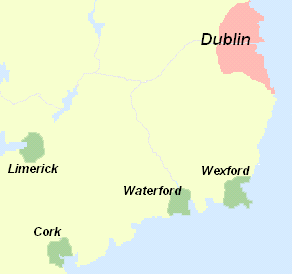
اقامتگاه‌های اصلی وایکینگ‌ها در ایرلند

وایکینگ‌ها از نروژ و دانمارک به جزایر بریتانیا و ایرلند یورش می‌بردند. یورش به ایرلند بیشتر از سوی وایکینگ‌های نروژی صورت می‌گرفت. حملات وایکینگ‌ها که در ابتدا محدود به سواحل ایرلند بود، در دهه ۸۳۰ شروع به پیشروی در مناطق داخلی جزیره کردند. یکی از مشهورترین مهاجمان وایکینگ به ایرلند سرداری به نام تورگیس بود. ایرلند که از اختلافات داخلی شدید رنج می‌برد، قادر نبود که در برابر تهاجم وایکینگ‌ها مقاومت کند. کتاب سالنامه اولستر (آلستر) که وقایع ایرلند در قرون وسطی را ثبت کرده‌است، شرح می‌دهد که چندین بار وایکینگ‌ها به آرما، مرکز مذهبی ایرلند، یورش بردند و کلیساها و سایر اماکن مقدس را غارت کردند. دامنه این غارت‌ها حتی به تارا، مقر شاه اعلای ایرلند که مقامی تشریفاتی بود، نیز رسید. خبر این پیروزی‌ها به گوش بقیه نورس‌ها رسید و مهاجمان بیشتری از نروژ و جزایر نزدیک ایرلند (که توسط نروژی‌ها فتح شده بود) به ایرلند آمدند. وایکینگ‌ها مهاجم علاوه بر غارت و چپاولگری، شروع به ساخت اقامتگاه‌ها و دژهایی برای خود کردند که به لانگ فورت مشهور است. اولین لانگ فورت حوالی سال ۸۴۱ در دوبلین، پایتخت امروزی ایرلند، ساخته شد. ایرلند تا پیش از هجوم وایکینگ‌ها، فاقد شهرهای بزرگ بود و تنها شامل مزارع، کلیساها و قلعه‌های پراکنده بود و این لانگ‌فورت‌های ایرلندی بودند که بعدها به شهرهای ایرلند معاصر تبدیل شدند.

## جنگ‌های بومیان و وایکینگ‌ها
وایکینگ‌ها بر بسیاری از قبایل ایرلندی همچون فرودستان خود فرمان می‌راندند و از ایشان باج و خراج دریافت می‌کردند. اما در اواخر دهه ۸۴۰ در اتفاقی نادر، ایرلندی‌ها تحت رهبری ملاکی، شاه اعلای ایرلند که بیشتر مقامی تشریفاتی بود، متحد شدند و وایکینگ‌ها را از اکثر روستاهای ایرلند بیرون راندند. قدرت و نفوذ وایکینگ‌ها به لانگ‌فورت‌ها محدود شد و تا سال ۹۰۲ موقعیت وایکینگ‌ها در ایرلند آن قدر ضعیف شده بود که نیروی مرکب ایرلندی‌ها از دو قلمروی لینستر و برگا حاکمان وایکینگ را به‌طور کلی از دوبلین بیرون راندند. وایکینگ‌های بیرون رانده شده به انگلستان که تحت کنترل نورس‌های هم‌وطنشان بود، گریختند و اندکی بعد دوباره متحد شدند و به ایرلند یورش بردند. این یورش‌ها از لانگ‌فورت قدیمی وایکینگ‌ها در واترفورد به سال ۹۱۵ شروع شد و تا سال ۹۱۷ وایکینگ‌ها منطقه نزدیک دوبلین قدیمی را تصرف کردند. وایکینگ‌های دوبلین آنچنان قدرت یافتند که حتی به لشکرکشی و تصرف شهر یورک در انگلستان نیز اقدام کردند. اگرچه که اتلستن، پادشاه انگلیسی، در چند نوبت وایکینگ‌ها را شکست داد و یورک را پس گرفت اما وایکینگ‌های دوبلین با تجدید قوا، مجدداً شهر را تصرف کردند و تا سال ۹۵۴ در یورک باقی ماندند. در این سال اریک بلودکس، آخرین حاکم وایکینگ، از یورک بیرون رانده شدند. سقوط اریک بلودکس نقطه عطفی در تاریخ وایکینگ‌های دوبلین بود. در این زمان وایکینگ‌ها در لانگ‌فورت‌های ایرلند از راه تجارت ثروت قابل توجهی به دست آوردند اما با سقوط یورک، تمام قلمرویشان را در انگلستان از دست دادند و چند دهه بعد وایکینگ‌ها به‌طور کامل از ایرلند نیز بیرون رانده شدند.

## زوال وایکینگ‌های دوبلین

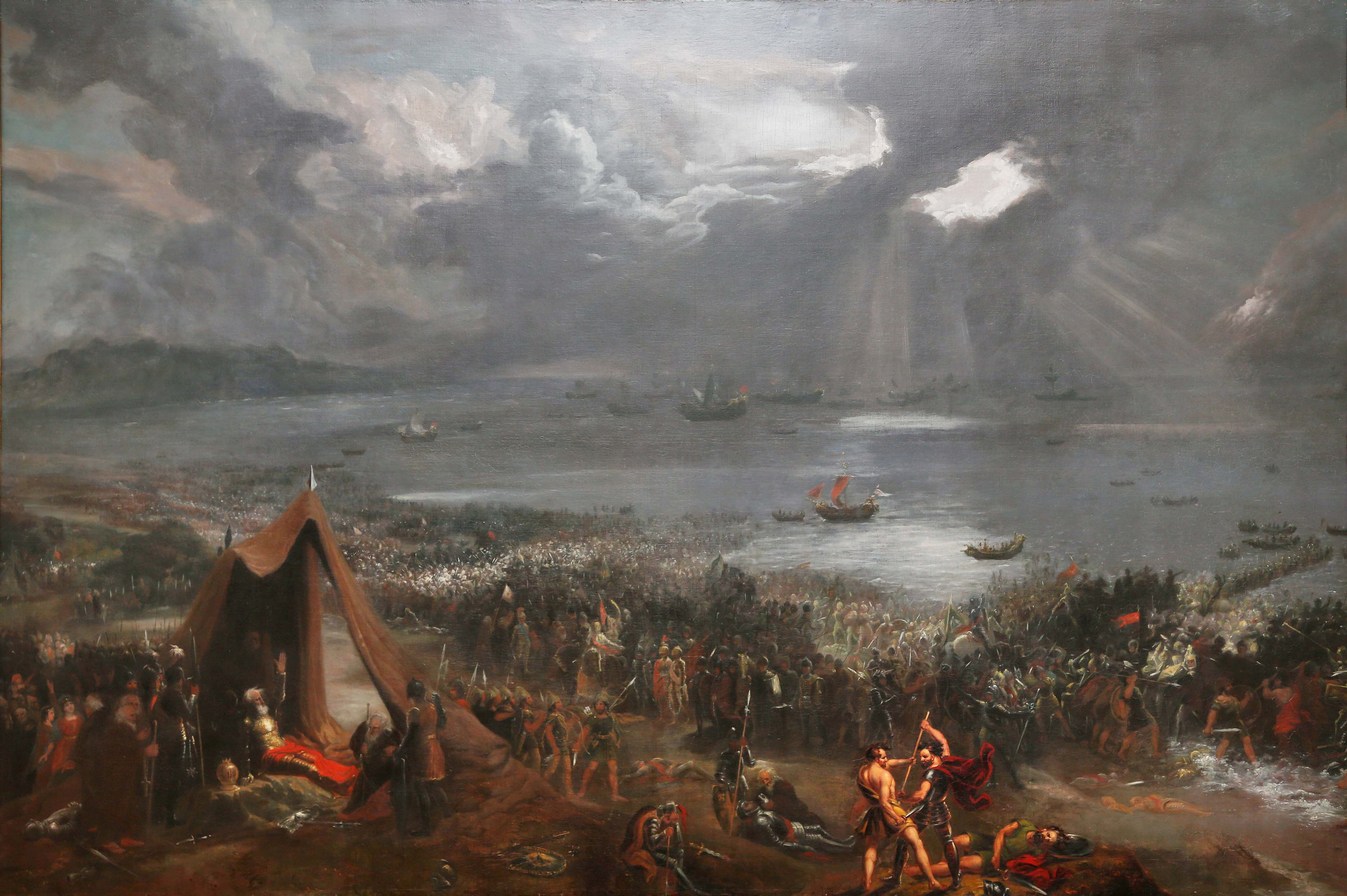
نبرد کلانتارف اثر هوگ فرزر (1826)

وایکینگ‌ها تا جای ممکن تلاش می‌کردند که از درگیر شدن در اختلافات داخلی قبایل ایرلند اجتناب کنند. عمده تمرکز آن‌ها بر روی تجارت و کسب ثروت برای خودشان و بومیان ایرلندی ساکن در لانگ‌فورت‌ها بود، اما به ناچار پای آن‌ها به اختلافات قدیمی قبایل ایرلند باز شد. وایکینگ‌های دوبلین وارد ائتلاف با قلمروی لینستر در ایرلند شدند. برایان بارو، پادشاه قلمروی مونستر ایرلند، با متحد کردن بقیه قبایل ایرلند علیه لینستر و متحدان وایکینگ آن‌ها، توانست در سال ۹۹۹ در نبرد گلن ماما ضربه خرد کننده به وایکینگ‌ها وارد کند. گلن ماما میخ آخر بر تابوت فتوحات وایکینگ‌ها در ایرلند بود، اگرچه که پیش از آن وایکینگ‌ها عملاً حکومت خود بر همه جا ایرلند به جز دوبلین را از دست داده بودند و این امر توسط مائل سکنیل، دیگر شاه ایرلندی، میسر شده بود که آن‌ها را در سال ۹۸۰ در نبرد تارا شکست داده بود. پس از شکست حاکمان وایکینگ دوبلین در گلن ماما و تارا به آن‌ها اجازه داده شد تا در قدرت باقی بمانند دادند. ظاهراً استعداد و توانایی مهاجران نورس و وایکینگ در حوزه تجارت و کشتی‌سازی به نفع بومیان بود. بار دیگر در سال ۱۰۱۴ برایان بارو و شاهان ایرلندی متحد شده و در نبرد کلانتارف وایکینگ‌ها را شکست دادند. اگرچه در این نبرد برایان بارو کشته شد، اما برای همیشه به قدرت وایکینگ‌ها در ایرلند پایان داده شد. برایان بارو نزد ایرلندی‌ها جایگاهی مشابه آلفرد کبیر، پادشاه انگلیسی، دارد که وایکینگ‌ها را از بریتانیا بیرون کرد. اگرچه بار دیگر ایرلندی‌ها به حاکمان وایکینگ دوبلین اجازه دادند تا در قدرت بمانند و سیتروگ سیلکبرد، حاکم وایکینگ دوبلین، بیست سال دیگر در قدرت بود اما نبرد کلانتارف احتمال هر نقشه برای یورش بزرگ نورس‌ها به ایرلند را کمرنگ می‌کرد. تا اواخر قرن یازدهم دیگر وایکینگ‌ها نه از لحاظ سیاسی و نه نظامی نقش مهمی در ایرلند نداشتند. نورس‌ها با بومیان ایرلند ترکیب شدند اما مهم‌ترین میراث وایکینگ‌ها، یعنی لانگ‌فورت‌ها، در چند قرن بعدی تبدیل به مهم‌ترین مراکز شهری ایرلند امروزی شد.